# ذا كرو 2
ذا كرو 2 (بالإنجليزية: The Crew 2)‏ هي لعبة فيديو سباقات صدرت في 29 يونيو 2018 ، 15 شوال 1439 يوم الجمعة ، وهي متوفرة على أجهزة ويندوز وبلاي ستيشن 4 وإكس بوكس ون. اللعبة من نشر يوبي سوفت. اللعبة من تطوير شركة أيفوري تاور الفرنسية وهي اللعبة الثانية من تطويرها بعد الجزء الأول ذا كرو، واللعبة من نشر يوبي سوفت. تحتوي على اللغة العربية. بيئة اللعبة هي ذات عالم مفتوح وعبارة عن نسخة مصغرة من الولايات المتحدة. تسمح اللعبة للاعبين بالتحكم بمجموعة متنوعة من المركبات بما في ذلك الطائرات والسيارات والقوارب. لا تحتوي على طور لعب فردي طور لعب جماعي عبر الإنترنت فقط.

## وصلات خارجية
- الموقع الرسمي (بالإنجليزية)